# Heteramoeba clara
Heteramoeba clara – gatunek eukariotów należący do kladu Tetramitia z supergrupy excavata.
Osobniki należące do tego gatunku występują w formie ameby oraz w formie wiciowca. Dodatkowo wytwarzają cysty. Trofozoit osiąga wielkość 12 – 47 μm ma jądro wielkości 4,2 – 6,5 μm. Postać wiciowca osiąga wielkość 30 μm z wicią długości 60 μm. Cysty wielkości 9,2 – 23 μm, kształtu kulistego lub lekko jajowatego.